# 上澤貴憲
上澤 貴憲（かみさわ たかのり、1979年12月4日 - ）は、埼玉県川越市出身のフットサル選手。ポジションはフィクソ。フットサル日本代表。

## 経歴

### サッカー
埼玉県川越市出身。小学4年時に高階イレブンズでサッカーを始めた。中学年代では川越市立高階西中学校サッカー部でプレーし、埼玉県中学選抜に選ばれた。中学時代に背番号7を付けたことがきっかけで、後の高西クラッシャーズ、大洋薬品BANFF、名古屋オーシャンズ、府中アスレティックでも7番を付けている。
サッカー推薦で狭山ヶ丘高等学校に進学してサッカー部に所属したが、2年時からは町クラブの三菱養和サッカークラブユースでプレーした。やはりサッカー推薦で城西大学に進学し、大学でもサッカー部に所属した。

### フットサル
大学4年時に高階西中学校時代の友人と高西クラッシャーズ（現・埼玉アルティスタ）を結成。高西クラッシャーズは埼玉県リーグに所属し、上澤自身は日本代表候補に選ばれた。埼玉時代には4年間ほどサラリーマン生活を送っていた。

#### 名古屋オーシャンズ
翌年に発足する予定のFリーグ参加を前提として2006年に大洋薬品BANFFが結成されると、眞境名オスカー監督によって東海フットサルリーグの大洋薬品BANFFに引き抜かれた。愛知県では初めて一人暮らしを経験し、東海リーグ・全日本フットサル選手権大会・FUTSAL地域チャンピオンズリーグの3冠を達成した。
2007年に日本初の全国リーグであるFリーグが開幕すると、上澤は大洋薬品BANFFから改名した名古屋オーシャンズと契約し、2007-08シーズンの開幕戦でFリーグ第1号ゴールを決めた。名古屋オーシャンズはこのシーズンに初代Fリーグ王者となり、2008-09シーズンにはFリーグ2連覇を達成した。

#### 府中アスレティック
2009年5月、関東フットサルリーグからFリーグに参入した府中アスレティックFCに移籍。2010年の全日本選手権・準決勝の湘南ベルマーレ戦では、後半20分間のうち約19分間も出場するスタミナを見せている。フットサル日本代表としては2010年に2010 AFCフットサル選手権に出場した。2011年には名古屋オーシャンズ時代にチームメイトだった山田ラファエルユウゴや完山徹一と再会した。2011-12シーズンまでのFリーグ出場記録は116試合出場47得点。
2012-13シーズン開幕前に足を痛め、8月中旬には手術を行った。2012-13シーズン開幕時の登録が見送られた上に、2012 FIFAフットサルワールドカップの出場を逃し、2013年5月には依然として治療に専念していることが明らかにされた。

## 所属クラブ

### サッカー
- 高階イレブンズ
- 川越市立高階西中学校サッカー部
- 狭山ヶ丘高等学校サッカー部
- 三菱養和サッカークラブユース
- 城西大学

### フットサル
- ????-2006 高西クラッシャーズ（埼玉県リーグ）
- 2006-2007 大洋薬品BANFF（東海リーグ）
- 2007-2009 名古屋オーシャンズ（Fリーグ）
- 2009-???? 府中アスレティックフットボールクラブ（Fリーグ）

## タイトル
大洋薬品BANFF
- 東海フットサルリーグ : 2006
- 全日本選手権 PUMA CUP : 2006
- FUTSAL地域チャンピオンズリーグ : 2006

名古屋オーシャンズ
- Fリーグ : 2007-08、2008-09
- 全日本選手権 PUMA CUP : 2013、2014、2015
- Fリーグ オーシャンカップ : 2010、2011、2012、2013、2014

## 個人成績
| 国内大会個人成績 | 国内大会個人成績 | 国内大会個人成績 | 国内大会個人成績 | 国内大会個人成績             | 国内大会個人成績 | 国内大会個人成績 | 国内大会個人成績 | 国内大会個人成績 | 国内大会個人成績 | 国内大会個人成績 | 国内大会個人成績 |
| 年度             | クラブ           | 背番号           | リーグ           | リーグ戦                     | リーグ戦         | リーグ杯         | リーグ杯         | オープン杯       | オープン杯       | 期間通算         | 期間通算         |
| 年度             | クラブ           | 背番号           | リーグ           | 出場                         | 得点             | 出場             | 得点             | 出場             | 得点             | 出場             | 得点             |
| 日本             | 日本             | 日本             | 日本             | リーグ戦                     | リーグ戦         | オーシャン杯     | オーシャン杯     | 全日本選手権     | 全日本選手権     | 期間通算         | 期間通算         |
| ---------------- | ---------------- | ---------------- | ---------------- | ---------------------------- | ---------------- | ---------------- | ---------------- | ---------------- | ---------------- | ---------------- | ---------------- |
| 2006             | 大洋薬品BANFF    |                  | 東海             |                              |                  |                  |                  |                  |                  |                  |                  |
| 2007-08          | 名古屋           | 7                | Fリーグ          | 21                           | 6                |                  |                  |                  |                  |                  |                  |
| 2008-09          | 名古屋           | 7                | Fリーグ          | 20                           | 10               |                  |                  |                  |                  |                  |                  |
| 2009-10          | 府中             | 7                | Fリーグ          | ??                           | ?                |                  |                  |                  |                  |                  |                  |
| 2010-11          | 府中             | 7                | Fリーグ          | 26                           | 17               |                  |                  |                  |                  |                  |                  |
| 2011-12          | 府中             | 7                | Fリーグ          | ??                           | ?                |                  |                  |                  |                  |                  |                  |
| 通算             | 日本             | 日本             | Fリーグ          | 116                          | 47               |                  |                  |                  |                  |                  |                  |
| 通算             | 日本             | 日本             |                  | \|\|\|\|\|\|\|\|\|\|\|\|\|\| |                  |                  |                  |                  |                  |                  |                  |
| 総通算           | 総通算           | 総通算           | 総通算           | \|\|\|\|\|\|\|\|\|\|\|\|\|\| |                  |                  |                  |                  |                  |                  |                  |